# Heimatmuseum Niederense

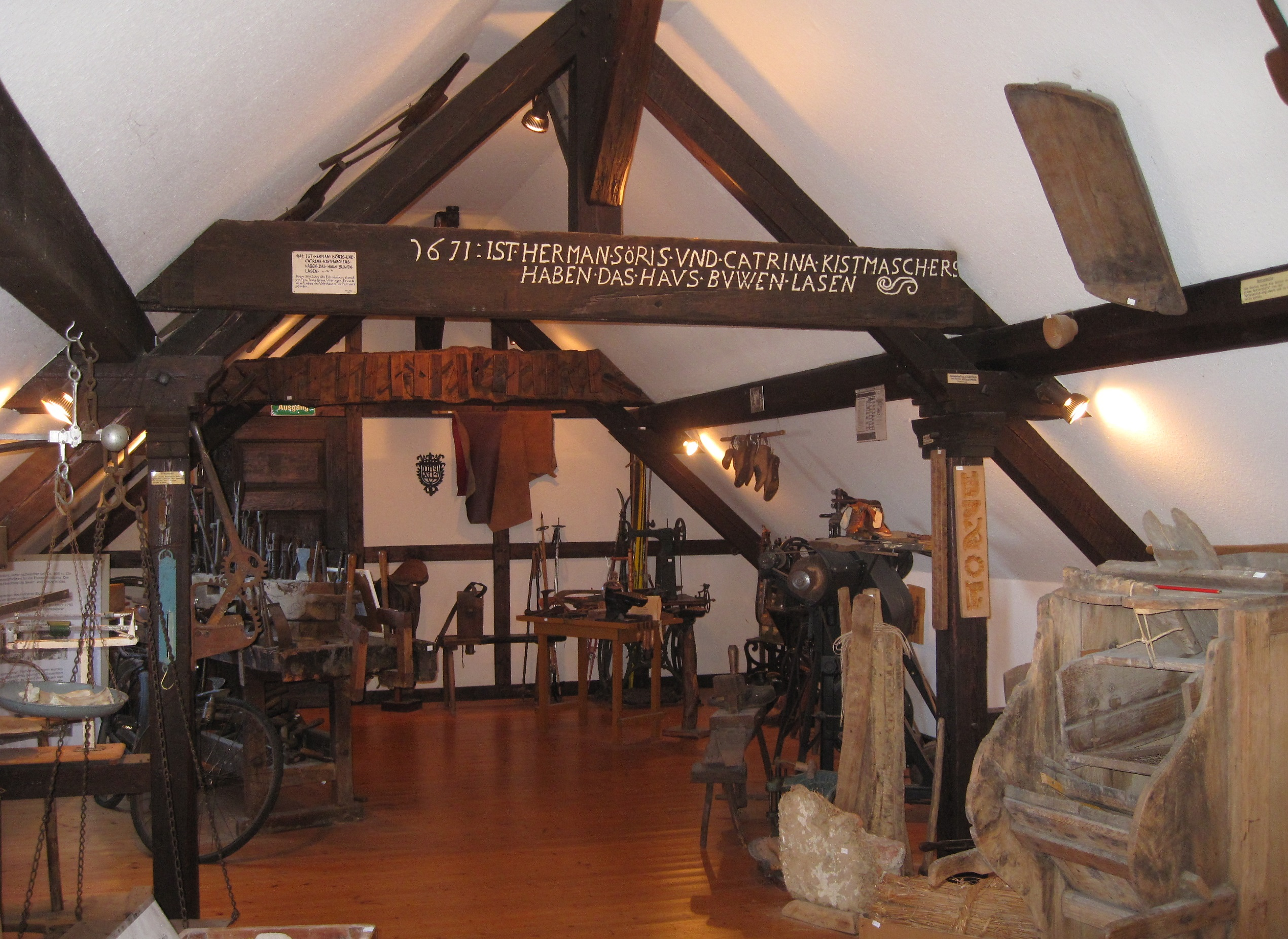
Ausstellungsraum

Das Heimatmuseum Niederense befindet sich im Ortsteil Niederense der sauerländischen Gemeinde Ense im Kreis Soest. Es wurde 1971 gegründet und ist im ehemaligen Schulhaus Zum Westenbruch untergebracht. Träger ist der Verein für Geschichte und Heimatpflege Niederense – Himmelpforten e.V.
Das Heimatmuseum vermittelt auf drei Geschossen einen Einblick in die Handels-, Handwerks- und Gewerbegeschichte der Region.
So finden sich neben einem Webstuhl, Möbeln, Küchen- und Hausratsgegenständen Exponate einer Tierarztpraxis und einer Schusterwerkstatt.
Ein Schwerpunkt der Ausstellung ist die Möhnekatastrophe. Besonders sehenswert ist ein Modell des durch die Flutwelle fortgerissenen Klosters Himmelpforten.